# Srđan Muškatirović
Srđan Muškatirović (serbisch-kyrillisch Срђан Мушкатировић; * 10. April 1972 in SR Serbien) ist ein ehemaliger jugoslawischer Tennisspieler, der in Serbien geboren wurde.

## Werdegang
Muškatirović konnte sich nie auf einer höheren Profiebene wie etwa der ATP Challenger Tour durchsetzen. Auch für Grand-Slam-Turniere im Einzel hatte er sich nie qualifiziert, spielte aber 1996 im Doppel die US Open an der Seite von Justin Gimelstob mit.
Er nahm an den Olympischen Spielen 1992 in Barcelona als unabhängiger Olympiateilnehmer teil, wo er in der Einzelkonkurrenz antrat. In der Auftaktrunde scheiterte er am Brasilianer Jaime Oncins knapp in fünf Sätzen.
Muškatirović bestritt zwischen 1991 und 1996 insgesamt drei Begegnungen für die jugoslawische Davis-Cup-Mannschaft. Dabei ist sowohl seine Einzelbilanz mit 1:4 als auch seine Doppelbilanz mit 0:1 negativ. Einzig seine Einzelpartie gegen Algerien in der Saison 1996 konnte er gewinnen.